# هاربون، شهرستان پلزنتز، ویرجینیای غربی
هاربون (به انگلیسی: Hebron) یک منطقهٔ مسکونی در ایالات متحده آمریکا است که در شهرستان پلزنتز، ویرجینیای غربی واقع شده‌است.